# سوزان بيرمان
سوزان بيرمان (بالإنجليزية: Susan Berman)‏ هي مؤرخة أمريكية، ولدت في 18 مايو 1945 في منيابولس في الولايات المتحدة، وتوفيت في 23 ديسمبر 2000 في لوس أنجلوس في الولايات المتحدة.